# Chaussée-Notre-Dame-Louvignies
Chaussée-Notre-Dame-Louvignies är en ort i Belgien. Den ligger i provinsen Hainaut och regionen Vallonien, i den centrala delen av landet, 40 km sydväst om huvudstaden Bryssel. Chaussée-Notre-Dame-Louvignies ligger 86 meter över havet och antalet invånare är 8 351.
Terrängen runt Chaussée-Notre-Dame-Louvignies är platt. Runt Chaussée-Notre-Dame-Louvignies är det ganska tätbefolkat, med 222 invånare per kvadratkilometer.. Närmaste större samhälle är Mons, 15,6 km söder om Chaussée-Notre-Dame-Louvignies. 
Trakten runt Chaussée-Notre-Dame-Louvignies består till största delen av jordbruksmark.